# Zezinho de Tracunhaém
José Joaquim da Silva, conhecido como Zezinho de Tracunhaém (Vitória de Santo Antão, 5 de julho de 1939 — Recife, 5 de setembro de 2019) foi um escultor, artesão e ceramista pernambucano.

## Biografia
Na infância e adolescência, Zezinho de Tracunhaém trabalhou como carpinteiro, cortador de cana, agricultor, pedreiro e barbeiro. Mas foi na década de 1960 que o jovem construiu sua profissão, ensaiando os seus primeiros passos na arte da modelagem do barro, resultado das observações do trabalho de Lídia Vieira, em suas visitas à cidade de Tracunhaém.
Inspirado pela artesã, Zezinho inicia modelando figuras que retratavam personagens como o valentão, o vendedor de milho assado e de amendoim, o mendigo de braço cotó, o marceneiro, pedreiro, ferreiro, entre outras figuras presentes no seu cotidiano. A estreia no cenário artístico aconteceu na 1ª Exposição de Arte Popular, no qual exibiu 60 bonecos, em Nazaré da Mata, na biblioteca municipal, organizada pela jornalista Marliete Pessoa, e inaugurada em 1 de outubro de 1966. Em 1968, decide morar em Tracunhaém, dedicando-se exclusivamente ao trabalho de ceramista.
Na arte do barro, Zezinho se especializou em temas religiosos, produzindo santos com alturas que variam de 70 centímetros a dois metros de altura. A temática preferida do artista é a sanfranciscana, em que o santo e pássaros são esculpidos em grandes proporções. O fato que chama atenção é a participação de sua família na criação do trabalho que vai desde o preparo do barro até a modelagem, secagem, queima e pintura das peças. O mestre Zezinho tem obras espalhadas pelo mundo, em museus, igrejas, coleções particulares e tem figurado em inúmeros salões de arte. Zezinho viveu no seu ateliê no Centro de Tracunhaém, onde expôs e vendeu suas peças ate o seu falecimento no dia 4 de setembro de 2019 na cidade Recife. Em 2007, recebeu o título de Patrimônio Vivo de Pernambuco.

## Morte
Zezinho de Tracunhaém, faleceu no dia 4 de setembro de 2019 aos 80 anos. O artista estava internado no Hospital Pelópidas Silveira de Recife desde o dia 15 de agosto do mesmo ano e não resistiu a uma parada cardíaca provocada por uma infecção generalizada.